# NGC 5990
NGC 5990 (другие обозначения — UGC 10024, MCG 1-40-14, ZWG 50.101, IRAS15437+0234, PGC 55993) — спиральная галактика (Sa) в созвездии Змея.
Этот объект входит в число перечисленных в оригинальной редакции «Нового общего каталога».